# Schlagstock

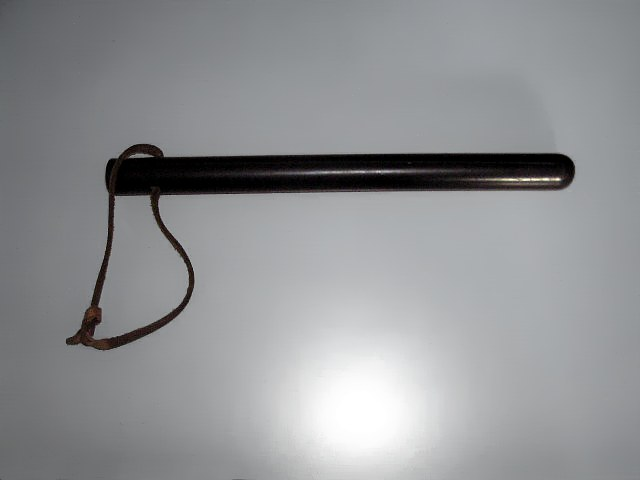
Alter Schlagstock der österreichischen Bundesgendarmerie

Der Schlagstock ist eine einfache Schlagwaffe und vermutlich eine der ältesten Nahkampfwaffen. Schlagstöcke gehören in die Kategorie der Schlag- und Wuchtwaffen, da sie bei ihrer Verwendung nicht in den Körper eindringen.

## Beschreibung
Grundsätzlich ist er ein langes zylindrisches oder konisches Instrument, welches mit einer Hand geführt wird, um damit auf Menschen oder Dinge einzuschlagen (Blankwaffe). Ursprünglich oft aus Holz, werden Schlagstöcke heutzutage auch zum Beispiel aus Kunststoffen, Gummi oder Aluminium hergestellt.
Spezielle Arten von Schlagstöcken, die zusätzlich noch einen Quergriff haben, werden Tonfa genannt. Weniger ausgereifte Formen des Schlagstocks werden als Keule bezeichnet.
Neben den klassischen Schlagstöcken gibt es auch Modelle, die weitere Funktionen integriert haben: Dazu gehören integriertes CS-Gas oder Elektroschocker.

## Einsatzgebiete

### Polizei

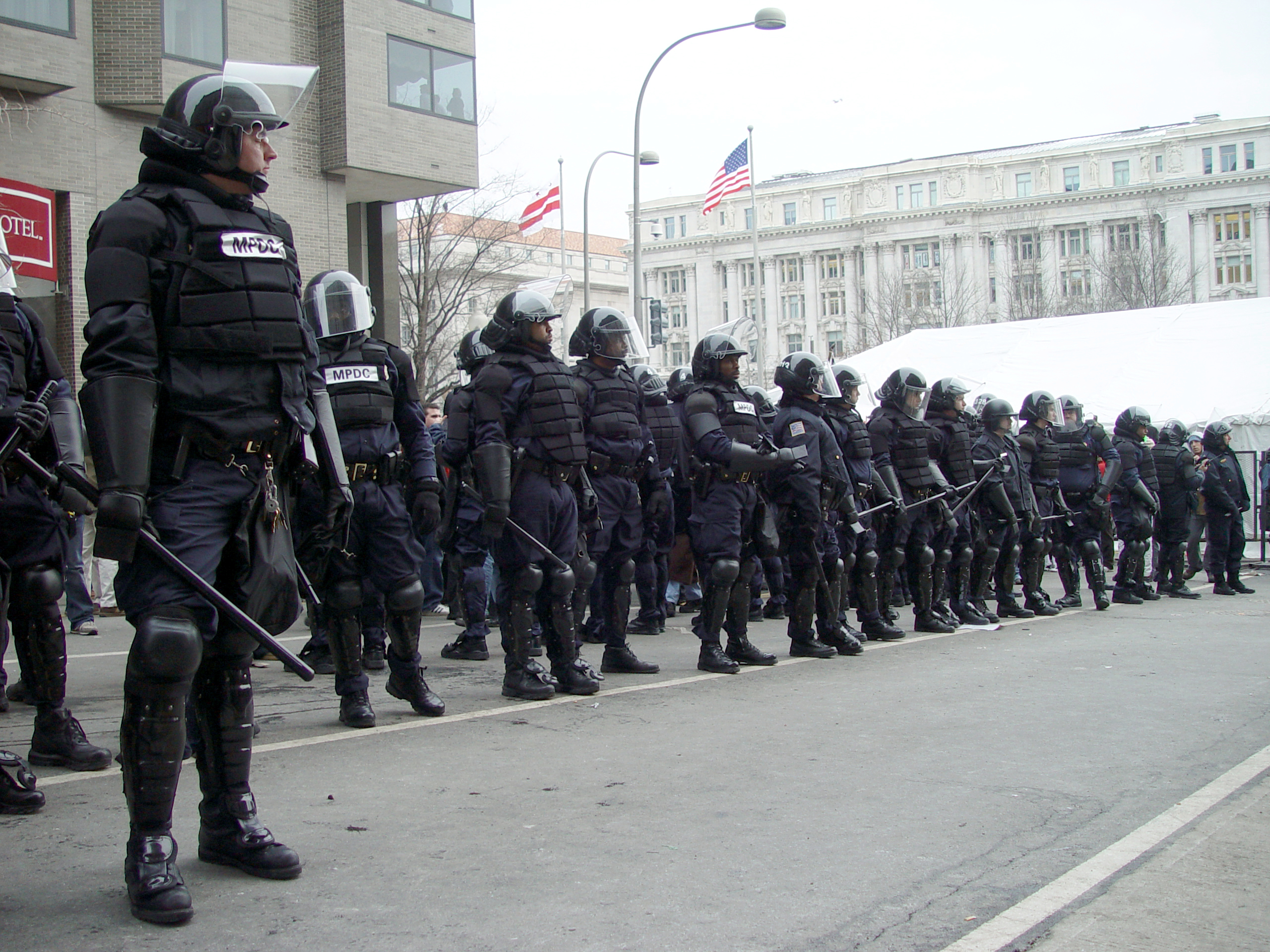
Schlagstöcke im Polizeieinsatz

Heute werden Schlagstöcke (auch als Gummiknüppel bzw. (Einsatz-)Mehrzweckstock bezeichnet) vor allem von der Polizei verwendet. Diese setzt Schlagstöcke – überwiegend aus Hartgummi – bei Großeinsatzlagen wie etwa Demonstrationen zur Verteidigung eines Geländes (meist durch speziell ausgebildete Einheiten) oder als Waffe zur Sicherung von Beamten bei der Festnahme eines Verdächtigen ein. Im Falle von Demonstrationen bzw. gewalttätigen Märschen kommt der Schlagstock oft in Verbindung mit Wasserwerfern, Tränengas und Gummigeschossen zum Einsatz. Der Vollgummischlagstock wurde aber im Laufe der Zeit im deutschen Polizeieinsatz verboten, da er bei einem Schlag z. B. auf einen Arm seinen kompletten Impuls überträgt und zu schwereren Verletzungen wie Knochenbrüchen oder Knochensplitterbrüchen geführt hat. Heute werden lediglich gummiummantelte Holzkerne verwendet, die beim Schlag auf einen Knochen zurückfedern und somit einen Teil der Schlagenergie wieder reflektieren.

### Folter

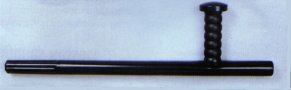
Tonfa-Schlagstock aus Gummi.

In früheren Zeiten (besonders während der Zeit der NS-Diktatur) wurden Schlagstöcke auch in Deutschland als Folterinstrumente verwendet. Ihr Einsatz kann zu schweren inneren Verletzungen führen, die von außen nicht immer erkennbar sind. Es gibt Berichte auch noch heute (2006), dass von Polizeien und Militärs v. a. in ehemaligen Sowjetrepubliken, in Staaten Süd- und Mittelamerikas und Ostasiens weiter Schlagstöcke zu „Verhör“- und Folterzwecken eingesetzt werden.

### Strafvollzug
Auch heute noch werden in vielen Gefängnissen Schlagstöcke als einzige Waffe für Justizbeamte in den Zellenblocks erlaubt, da sich Gefangene damit nicht selbst töten können.

### Erziehung
Auch die früher in Schulen verwendeten Rohrstöcke zur physischen Bestrafung von Schülern werden zuweilen als Schlagstöcke bezeichnet. Diese Form der Züchtigung ist heutzutage meist verboten, jedoch zum Beispiel in den USA an manchen Schulen erlaubt.

### Sport
Wie bei vielen anderen Waffen wird der Schlagstock auch in Sportarten genutzt. Hier sind es besonders die traditionellen, asiatischen Kampfsportarten, wie etwa Tonfajutsu oder Combat Arnis (bzw. Escrima), die Schlagstöcke im sportlichen Kampf verwenden.

## Rechtliche Lage
Das Führen von Schlagstöcken in der Öffentlichkeit ist nach § 42a Waffengesetz in Deutschland verboten. Ausgenommen hiervon ist das Führen bei berechtigtem Interesse, wie der Berufsausübung, der Brauchtumspflege, dem Sport oder einem allgemein anerkannten Zweck.
Der Erwerb, der Besitz und das Lagern von Schlagstöcken in der eigenen Wohnung oder auf einem befriedeten Grundstück sind in Deutschland legal. Der Transport in der Öffentlichkeit darf nur in einem verschlossenen Behältnis erfolgen, der den sofortigen Zugriff auf den Schlagstock verhindert.
Die begrifflich häufig fälschlicherweise gleichgesetzten Totschläger und Stahlruten gelten als verbotene Waffe im Sinne des Waffengesetzes und dürfen weder erworben, geführt, noch besessen werden.

## Arten
- Tonfa
- Baseballschläger
- Teleskopschlagstock
- Totschläger
- Rohrstock
- Lathi
- Jō
- Canne